# NGC 3270
NGC 3270 é uma galáxia espiral barrada (SBb) localizada na direcção da constelação de Leo. Possui uma declinação de +24° 52' 10" e uma ascensão recta de 10 horas, 31 minutos e 30,0 segundos.
A galáxia NGC 3270 foi descoberta em 10 de Abril de 1785 por William Herschel.